# Герб Будапешта
Герб города Будапешт — один из официальных символов города Будапешта, и представляет собой червленый щит с серебряным волнообразным поясом, сопровождаемым вверху золотым замком с черными окнами, с одной круглой башней и открытыми лазоревыми воротами, а внизу — таким же замком, но с тремя квадратными в основании башнями и двумя воротами.
Щит увенчан венгерской королевской короной св. Стефана. Щитодержатели — золотые с червленым вооружением лев и грифон, стоящие на серебряном прямоугольном постаменте.

## Описание
В центре щита изображена волнообразная полоса серебряного цвета, символизирующая воды «белой» реки — Дунай. Замок с одной круглой башней и одними воротами вверху — это замок Пешта; а замок с тремя квадратными в основании башнями и двумя воротами внизу— крепость Буда. Ворота обоих замков открыты, решетки — подняты, что символизирует гостеприимство и надежность жителей города. Замки являются символами двух городов — Буды и Пешта, расположенных на разных берегах Дуная и объединившихся в один город. Серебряный и красный цвета — традиционные для геральдики Венгрии.
Гербовый щит увенчан венгерской королевской короной святого Иштвана — традиционной короной венгерских королей, признаваемая одним из главных символов венгерской государственности. Корона выполнена в золотом цвете и украшена красными и голубыми драгоценными камнями. Покосившийся крест на короне напоминает о древней истории этого венца.
В качестве щитодержателей выступают лев (сила, храбрость, благородство) и грифон (мудрость, власть, защита) — традиционные символы силы и королевской власти, в настоящее время являющиеся символами Венгерского государства.